# Pawieł Żygariew
Pawieł Fiodorowicz Żygariew, ros. Павел Фёдорович Жигарев (ur. 6 października?/19 października 1900 w Brikowie, zm. 2 października 1963 w Moskwie) – radziecki dowódca wojskowy, główny marszałek lotnictwa (1955), dowódca Wojsk Lotniczych RKKA, głównodowodzący Siłami Powietrznymi ZSRR, I zastępca ministra obrony ZSRR, deputowany do Rady Najwyższej ZSRR 3., 4. i 5. kadencji (1950–1962).

## Życiorys
Urodził się 19 listopada 1900 we wsi Brikowo, w biednej chłopskiej rodzinie. W 1919 wstąpił do Armii Czerwonej. W latach 1919–1920 służył w rezerwowym pułku kawalerii w Twerze, ale nie brał udziału w głównych walkach podczas wojny domowej. Od 1920 członek RPK(b)/KPZR. W 1922 ukończył szkołę kawalerii, a w 1927 szkołę pilotów-obserwatorów wojskowych w Leningradzie. W 1932 ukończył Wojskową Akademię Lotniczą im. prof. Nikołaja J. Żukowskiego, a w 1933 studia podyplomowe na tej uczelni. W 1933 został mianowany szefem Sztabu Pierwszej Wojskowej Szkoły Lotników im. Aleksandra Miasnikowa.
W latach 1934–1936 dowodził jednostkami lotnictwa, od eskadry do brygady lotniczej. W latach 1937–1938 służył w Chinach, na czele grupy radzieckich pilotów-ochotników. Brał udział m.in. w działaniach zbrojnych po stronie sił rządu Czang Kaj-szeka, podczas wojny chińsko-japońskiej, organizował obronę przeciwlotniczą i prowadził szkolenie pilotów chińskich na samolotach radzieckich. 
Po powrocie z Chin, we wrześniu 1938 został mianowany szefem szkolenia Sił Powietrznych Armii Czerwonej. W latach 1939–1940 dowodził wojskami lotniczymi 2 Samodzielnej Armii, a w 1940 objął dowództwo sił lotniczych Frontu Dalekowschodniego. W grudniu 1940 został mianowany I zastępcą, a w kwietniu 1941 szefem Zarządu Głównego Sił Powietrznych RChACz. 4 czerwca 1940 otrzymał awans na stopień generała porucznika lotnictwa.
Wkrótce po ataku Niemiec na ZSRR, w oparciu o Zarząd Główny Sił Powietrznych, został sformowany Sztab Sił Powietrznych RKKA. 29 czerwca 1941 Pawieł Żygariew został mianowany dowódcą Sił Powietrznych Armii Czerwonej. 22 października 1941 został awansowany na stopień generała pułkownika lotnictwa. 
Stanął na czele Sił Powietrznych w najtrudniejszym okresie wojny niemiecko-radzieckiej, brał udział w planowaniu operacji wojskowych i kierował lotnictwem radzieckim w bitwie pod Moskwą. W marcu 1942 został zwolniony przez marsz. Józefa Stalina ze stanowiska dowódcy Sił Powietrznych RKKA. Od kwietnia 1942 pełnił funkcję dowódcy Logistyki Sił Powietrznych Frontu Dalekowschodniego, a od czerwca 1945 dowódcy 10 Armii Lotniczej.
W sierpniu 1945 brał udział w wojnie radziecko-japońskiej w składzie 2 Frontu Dalekowschodniego na terenie Mandżurii, w rejonie Sachalina i Wysp Kurylskich.
W kwietniu 1946 został mianowany I zastępcą dowódcy Sił Powietrznych, a w 1948 dowódcą lotnictwa dalekiego zasięgu – zastępcą głównodowodzącego Siłami Powietrznymi ZSRR. Od września 1949 głównodowodzący Siłami Powietrznymi ZSRR, od kwietnia 1953 zastępca, a od marca 1955 I zastępca ministra obrony ZSRR. Od stycznia 1957 szef Zarządu Głównego Lotnictwa Cywilnego ZSRR, a od listopada 1959 komendant Wojskowej Akademii Dowódczej Obrony Powietrznej.
Deputowany do Rady Najwyższej ZSRR od 3. do 5. kadencji (1950–1962), kandydat na członka Komitetu Centralnego KPZR (1952–1961).  
Zmarł 2 października 1963 w Moskwie i został pochowany na Cmentarzu Nowodziewiczym.

## Awanse
- generał major lotnictwa
- generał porucznik lotnictwa – 4 czerwca 1940
- generał pułkownik lotnictwa – 22 października 1941
- marszałek lotnictwa – 3 sierpnia 1953
- główny marszałek lotnictwa – 11 marca 1955

## Odznaczenia
- Order Lenina – dwukrotnie
- Order Czerwonego Sztandaru – trzykrotnie
- Order Kutuzowa I klasy
- Order Czerwonej Gwiazdy – dwukrotnie
- I inne